# Камарго (Илиноис)
Камарго (енгл. Camargo) град је у америчкој савезној држави Илиноис.

## Демографија
По попису из 2010. године број становника је 445, што је 24 (-5,1%) становника мање него 2000. године.
| Група             | 2000.       | 2010.       |
| Белци             | 466 (99,4%) | 430 (96,6%) |
| Афроамериканци    | 0 (0,0%)    | 0 (0,0%)    |
| Азијати           | 0 (0,0%)    | 0 (0,0%)    |
| Хиспаноамериканци | 0 (0,0%)    | 12 (2,7%)   |
| Укупно            | 469         | 445         |